# Hyalella lalage
Hyalella lalage is een vlokreeftensoort uit de familie van de Hyalellidae. De wetenschappelijke naam van de soort is voor het eerst geldig gepubliceerd in 1925 door Brehm-Lunz.